# Qua'an Pan
Qua'an Pan est une zone de gouvernement local de l'État du Plateau au Nigeria,.

## Source
- (en) Cet article est partiellement ou en totalité issu de l’article de Wikipédia en anglais intitulé « Qua'an Pan » (voir la liste des auteurs).